# Preben Harris
Preben Harris (født 30. marts 1935 på Frederiksberg) er en dansk skuespiller og teaterinstruktør.
Han blev uddannet fra Aarhus Teater i 1957.
I 1958 var han medstifter af Aarhus Teaters Forsøgsscene og i 1963 af teatret Svalegangen.
Fra 1967 til 1971 var han chef for Gladsaxe Teater og var 1971-2001 direktør for Folketeatret.
Preben Harris har instrueret en lang række forestillinger, af hvilke kan nævnes Skatteøen, Gøngehøvdingen, Nøddebo Præstegård, Tiggeroperaen, En sælgers død og Parasitterne.
Han har også selv skrevet og været medforfatter på en række teaterstykker og er i det hele taget meget aktiv i dansk kulturliv. Fra 1989 har han været ledende kraft på Svanekegaarden, hvor han har udviklet forbindelser med de baltiske lande. Svanekegården er i den tid udvidet med festsal, udstillingssal samt kunstnerværksteder og - boliger. Han optræder jævnligt på scenen i Svaneke.
Da han stoppede som Folketeatrets leder, fik han mulighed for selv for alvor at medvirke i en række teaterstykker som Indenfor murene, Jeppe på bjerget og Dr. Dampe.
I tv huskes han for sin medvirken i Morten Korch-serien Ved Stillebækken samt i Edderkoppen. Han har medvirket i afsnit af bl.a. En by i provinsen, Matador, Kald mig Liva, Taxa, Rejseholdet, Forsvar, Krøniken og spillet faderen Erik i TV2’s voksen-julekalender Juletestamentet fra 1995.
Han er medlem af flere bestyrelser og har modtaget en række priser, herunder Teaterpokalen i 1969, Teaterkatten, Frederik Schybergs Mindelegat, Årets Reumert og Ole Haslunds Kunstnerlegat.
Han er Ridder af første grad af Dannebrogordenen og har siden 1961 været gift med skuespillerinden Bende Harris.

## Udvalgt filmografi
- Måske i morgen – 1964
- Blind makker – 1976
- Lille spejl – 1978
- Matador - 1980 (afsnittet "Lauras store dag" som Borgmester Sejersen)
- Operation Cobra – 1995
- Juletestamentet - 1995
- I Kina spiser de hunde – 1999
- Kærlighed ved første hik – 1999
- Bornholms stemme – 1999
- Ørkenens juvel – 2001
- At kende sandheden – 2002
- Til højre ved den gule hund – 2003
- Headhunter - 2009
- Hævnen - 2010